# اچ‌ام‌ای‌اس بنالا (ای ۰۴)
اچ‌ام‌ای‌اس بنالا (ای ۰۴) (به انگلیسی: HMAS Benalla (A 04)) یک کشتی است که طول آن ۳۶٫۶ متر (۱۲۰ فوت) می‌باشد. این کشتی در سال ۱۹۹۰ ساخته شد.